# Harapanahalli
Harapanahalli è una suddivisione dell'India, classificata come town panchayat, di 41.889 abitanti, situata nel distretto di Davanagere, nello stato federato del Karnataka. In base al numero di abitanti la città rientra nella classe III (da 20.000 a 49.999 persone).

## Geografia fisica
La città è situata a 14° 48' 0 N e 75° 58' 60 E e ha un'altitudine di 632 m s.l.m..

## Società

### Evoluzione demografica
Al censimento del 2001 la popolazione di Harapanahalli assommava a 41.889 persone, delle quali 21.890 maschi e 19.999 femmine. I bambini di età inferiore o uguale ai sei anni assommavano a 5.695, dei quali 2.872 maschi e 2.823 femmine. Infine, coloro che erano in grado di saper almeno leggere e scrivere erano 22.830, dei quali 13.216 maschi e 9.614 femmine.